# بيت الرباعي (النادرة)

تعديل مصدري - تعديل

بيت الرباعي محلة تابعة لقرية الهجرة، التابعة لعزلة عمقة بمديرية النادرة إحدى مديريات محافظة إب في الجمهورية اليمنية، بلغ تعداد سكانها 116 حسب تعداد اليمن لعام 2004.